# فهد أبو معطي
فهد بن سعد أبو معطي هو سياسي سعودي ويشغل وكيل وزير البيئة والمياه والزراعة السعودي للشؤون التنظيمية في المملكة العربية السعودية وهو المؤسس لـ"منظم خدمات المياه" بالمملكة، والمشرف العام على الجهاز التنفيذي للمنظم ذاته ورئيس الفريق التأسيسي للمنظمة العالمية للمياه .

## حياته ونشأته ومسيرته
يشغل فهد حاليًا منصب رئيس الفريق التأسيسي للمنظمة العالمية للمياه، ووكيل الوزارة للشؤون التنظيمية بوزارة البيئة والمياه والزراعة والمشرف العام على الجهاز التنفيذي لمنظم المياه بالمملكة. 
وكان جزءً من رؤية فصل الوظيفة التنظيمية لقطاع المياه عن الكهرباء، وتأسيس وادارة منظم جديد لقطاع المياه في المملكة؛ وخارطة طريق لاسترداد التكلفة وإنشاء آليات التسعير للعمل على أسس تجارية لأول مرة؛ وتنفيذ آلية للرقابة التنظيمية لمراقبة الأداء في القطاع؛ إنشاء منصة لحماية المستهلك وحقوقه؛ إصدار التراخيص لجميع الجهات العاملة لاتباع اللوائح والتنظيمات. 

## إسهامات
أوضح فهد من خلال مقابلته مع صحيفة سبق :أن المنظم يسعى من خلال حصوله على الآيزو "9001 ISO" إلى تطبيق أفضل الممارسات والمعايير الإدارية المتّبعة محلياً ودولياً، لرفع كفاءة الأعمال وجودة المخرجات، مشيراً إلى أن نظام إدارة الجودة في هذه الشهادة؛ يقوم على تأكيد تلبية احتياجات المستفيد بفعالية، ومراقبة مستوى الجودة وإدارة العمليات، وتطوير آلية الأعمال بشكل مستمر.

## مناصب
شغل فهد منصب الرئيس التنفيذي لقطاع الطاقة المتجددة في مدينة الملك عبد الله للطاقة الذرية والمتجددة و كان له دورفي العمل بالاشتراك مع وزارة الطاقة لتحديد الأهداف الوطنية للطاقة المتجددة، ووضع آليات الحوكمة لدفع تنفيذ مشاريع الطاقة المتجددة في المملكة، وإنشاء مركز وطني لبيانات الطاقة المتجددة، وقيادة تحالف المملكة مع الوكالة الدولية للطاقة المتجددة.
وفي وقت سابق من حياته المهنية، عمل مع الشركة السعودية للكهرباء والمؤسسة العامة للكهرباء والماء في قطر في أدوار التشغيل والصيانة والتخطيط.
شارك فهد في العديد من مجالس الإدارة واللجان، وهو حاليا عضو في مجلس إدارة الهيئة السعودية لتنظيم الكهرباء، وعضو وامين في اللجنة التوجيهية لمنظم المياه.
وحصل على عدد من الشهادات القيادية مثل شهادة الإدارة التنفيذية والتخطيط الاستراتيجي من جامعة MIT بالولايات المتحدة الأمريكية، ويحمل شهادة الدكتوراه مع مرتبة الشرف في الهندسة الكهربائية من جامعة دالهاوسي بكندا.